# Staffolo

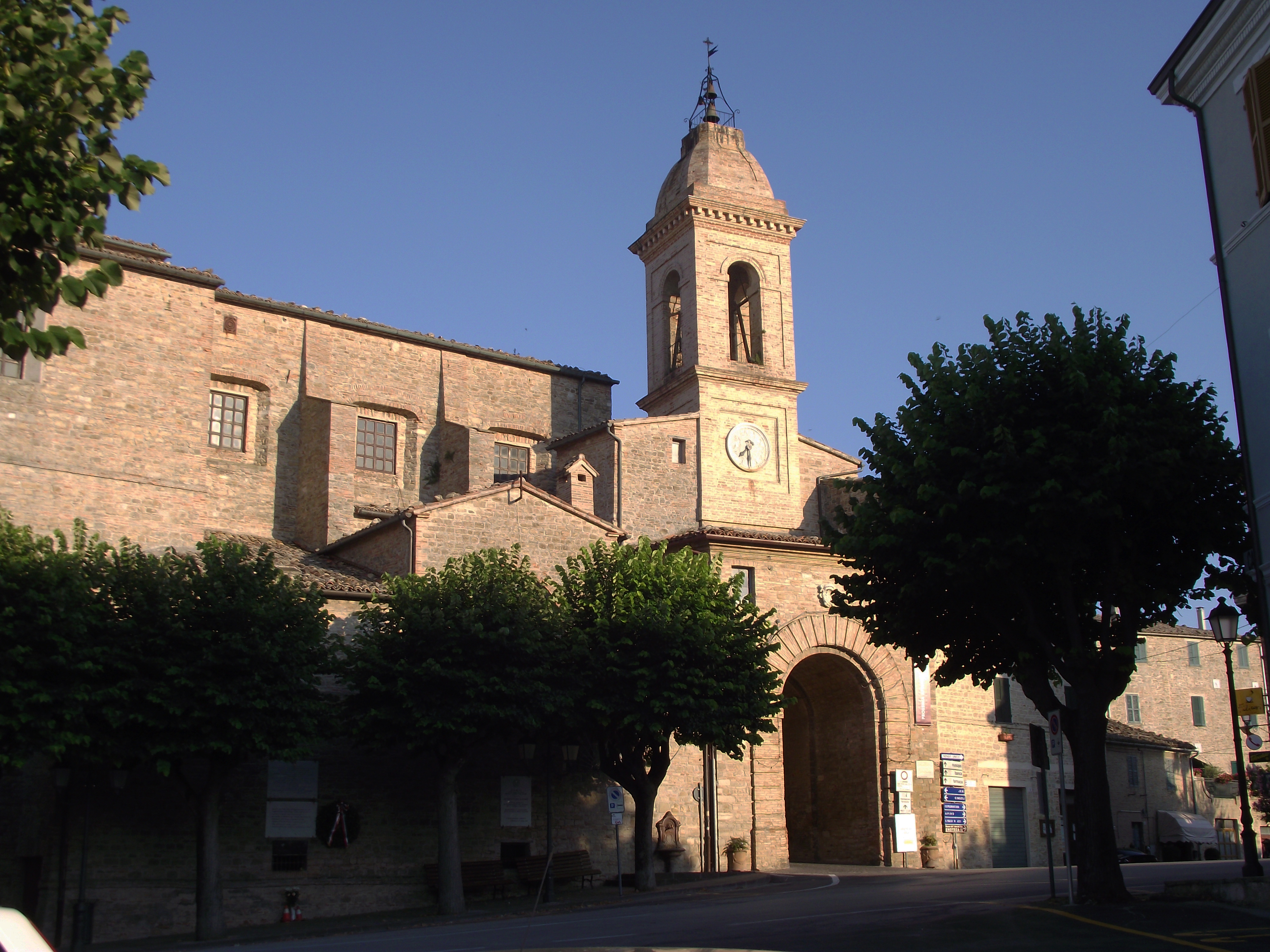
Staffolo

Staffolo ist eine italienische Gemeinde (comune) mit 2112 Einwohnern (Stand 31. Dezember 2023) in der Provinz Ancona in den Marken. Die Gemeinde liegt etwa 34 Kilometer südwestlich von Ancona und ist Teil der Comunità montana dell’Esino Frasassi. Staffolo grenzt unmittelbar an die Provinz Macerata.

## Geschichte
Erstmals wird die Gemeinde in historischen Dokumenten 1078 und 1150 erwähnt.